# Parni
Parni (antično grško Πάρνοι, Parnoi) ali Aparni (antično grško Ἄπαρνοι, Aparnoi), vzhodnoiransko ljudstvo iz doline reke Ohos (antično grško Ὧχος, Ohos, turkmensko Tedžen) jugovzhodno od Kaspijskega jezera. Parni so bili eno od treh plemen iz plemenske zveza Dahi.
Sredi 3. stoletja pr. n. št. so napadli Partijo, pregnali grške satrape in ustanovili svojo državo.

## Prepoznavanje
V iranskih pisnih virih ni nobenih nedvoumnih dokazov o njihovem obstoju.  Vsi podatki o njih izhajajo iz grških in latinskih zapisov. V teh zapisih, ki niso vedno iz tistega obdobja, je zaradi neskladnega grškega/latinskega poimenovanja in prevajanja Parne težko nedvoumno opredeliti. Dodatne težave povzročajo podobna imena drugih plemen, kot so Sparmi, Apartani, Eparnoi in Asparioi. Prav tako je mogoče, da so bili Parni v sorodstvu  z enim ali več drugimi plemeni in da je bila njihova pradomovina južna Rusija, od koder so se skupaj s skitskimi plemeni preselili na vzhod. Sodobni avtorji se pri opredeljevanju njihove domovine sklicuje na Strabona, ki jih je v 1. stoletju pr. n. št. umestil na območje Kapijskega jezera. To ozemlje se približno ujema z  zgodovinskim Sakastanom,  ki je dobil ime po Sakah/Skitih.
Parti so se v nasprotju z Dahi ohranili v Dahestanu/Dihistanu na vzhodni obali Kaspijskega jezera. Urbano središče antičnih Dahov, če so ga sploh imeli, ni poznano.

## Jezik
Parnski jezik ni neposredno potrjen, vendar se zanj predpostavlja, da je bil podlaga kasnejšega dokumentiranega partskega jezika. Njihov jezik je bil verjetno eno od narečij z zelo močnimi vzhodnoiranskimi elementi, ki so bili posledica njihovega sosedstva  z vzhodnoiranskimi Saki. Partski vpliv na armenščino dokazujejo partske besede, ki so se kot izposojenke ohranile v armenskem jeziku.
Zgodovinar Justin je partski  jezik opisal kot jezik, ki je "na pol poti med skitskim in medijskim in vsebuje značilnosti obeh". Justinovo  mnenje, ki je iz 3. stoletja n. št., je nedvomno pretirano, vsekakor pa vprašljivo zaradi dvoumnega poimenovanja.

## Vzpon
Ko je Ptolemej III. po smrti Antioha II. prevzel oblast v prestolnici Antiohiji, je selevkidski guverner (satrap) Partije  Andragor  leta 247 pr. n. št. razglasil svojo neodvisnost od Selevkidov in prihodnost Selevkidske dinastije je za nekaj časa postala vprašljiva.
V istem času je bil za poglavarja Parnov izvoljen Arsak, ki je bil skitskega ali baktrijskega porekla. Andragor je po odcepitvi od Selevkidskega cesarstva izgubil njihovo vojaško podporo in je s težavo obvladoval meje svojega kraljestva. Okoli leta 228 pr. n. št. so njegove težave izkoristili Parni in pod poveljstvom Arsaka in njegovega brata Tiridata napadli Partijo  in zasedli Astabeno in njeno upravno središče Kabučan.
Parti so kmalu zatem zavzeli še preostali del Partije in ubili Andragorja. Prvi kazenski pohod Selevkidov proti Parnom pod poveljstvom Selevka II. je spodletel,  Antiohu III. pa je leta 209 pr. n. št. uspelo osvojiti izgubljeno ozemlje. Arsak II. (ali njegov predhodnik Tiridat I.) je zaprosil za premirje in sprejel položaj selevkidskega vazala. Parti so se ponovno osamosvojili šele pod njegovim vnukom (ali pranečakom) Fraatom I..
Parnov, katerih zgodovinopisje je zaradi pomanjkljivih virov pomanjkljivo, se od takrat dalje da več razločevati od Partov. 

## Zapuščina
Obdobje Arsakidov se uradno začenja z osvojitvijo Astabene leta 238 pr. n. št.. Dinastija je dobila ime po njenem ustanovitelju Arsaku, katerega ime so privzeli tudi vsi naslednji partski kralji. Ime Arsak ima (tudi grško) različico Artakserks in vsi partski dinasti trdijo, da so potomci  Artakserksa II.. Arsakidi so postopoma podjarmili veliko sosednjih kraljestev in iz večine njih naredili svoje vazale.
Ime Parni se ponovno pojavi v dokumentih iz sasanidskega obdobja kot ime ene od sedmih partskih fevdalnih družin s sasanidskega dvora. Družina ni dokazano iz arsakidskega obdobja in njena trditev verjetno ni v skladu z realnostjo. Bolj verjetno je, da je želela poudariti svoje starodavno poreklo in je temu primerno prikrojila svoje družinsko drevo.
Po Parnih se morda imenuje Parnsko hribovje (Paran Koh).